# Brousse (Puy-de-Dôme)
Brousse település Franciaországban, Puy-de-Dôme megyében. Lakosainak száma 358 fő (2022. január 1.). Brousse Auzelles, Condat-lès-Montboissier, Échandelys, Saint-Jean-des-Ollières és Sugères községekkel határos.

## Népesség
A település népességének változása:
| Lakosok száma | 349  | 346  | 339  | 338  | 336  | 330  | 344  | 358  |
|               | 2013 | 2015 | 2017 | 2018 | 2019 | 2020 | 2021 | 2022 |